# رچت و کلنک: به سوی کماندو
«رچت و کلنک: به سوی کماندو» (انگلیسی: Ratchet & Clank: Going Commando) یک بازی ویدئویی در سبک سکوبازی است که توسط سونی اینتراکتیو انترتینمنت و در سال ۲۰۰۳ و در پلت‌فرم‌های پلی‌استیشن ۲، پلی‌استیشن ۳، و پلی‌استیشن ویتا منتشر شده‌است.